# Dans la peau d'une djihadiste : Enquête au cœur des filières de recrutement de l'État islamique
Dans la peau d'une djihadiste : Enquête au cœur des filières de recrutement de l'État islamique est un livre d'une journaliste anonyme utilisant le pseudonyme Anna Erelle, publié pour la première fois en France le 8 janvier 2015 aux éditions Robert Laffont.

## Contenu
Le livre propose une enquête au cœur des filières de recrutement de l'État islamique,. Infiltrée dans un réseau de recrutement djihadiste pendant plusieurs semaines, l'autrice tente de comprendre comment fonctionnent ces filières et qui sont les hommes qui embrigadent les jeunes Européens,,.

## Réception
Le premier tirage en langue française aux éditions Robert Laffont atteint 35 000 exemplaires.
Traduit dans plus de neuf langues différentes,,,, l'enquête de la journaliste, une pigiste âgée d'une trentaine d'années,, lui vaudra une fatwa demandant son assassinat,. Le livre parait notamment durant l'été 2015 aux États-Unis chez les éditions Harper Collins et reçoit un accueil favorable dans la presse du pays,.  
Devant le succès du livre en langue française, le 2 septembre 2015, celui-ci sort en format poche aux éditions J'ai lu.

## Suites
Après Dans la peau d'une djihadiste, l'auteure conserve le pseudonyme Anna Erelle pour publier deux autres ouvrages : Losing my religion en 2017, et L'école hors de la République : Enquête au cœur des réseaux de l'enseignement parallèle avec Jacques Duplessy en 2021.

## Éditions
- Anna Erelle, Dans la peau d'une djihadiste : Enquête au cœur des filières de recrutement de l'État islamique, Paris, Robert Laffont, 2015, 262 p. (ISBN 978-2-221-15685-8 et 978-2-221-15718-3, résumé, lire en ligne).
- Anna Erelle, Dans la peau d'une djihadiste : Enquête au cœur des filières de recrutement de l'État islamique, Paris, Le Grand Livre du mois, 2015, 262 p. (ISBN 978-2-286-11743-6).
- Anna Erelle, Dans la peau d'une djihadiste : Enquête au cœur des filières de recrutement de l'État islamique, Paris, J'ai lu, coll. « Témoignage » (no 11216), 2015, 252 p. (ISBN 978-2-290-11772-9, résumé).